# Kázmér Pacséri
Kázmér Pacséri (Budapest, 25 febbraio 1930 – Budapest, 25 aprile 2013) è stato uno schermidore ungherese, vincitore di tre medaglie d'argento ed una di bronzo ai campionati mondiali di scherma.